# Eudald Ramon i Amigó

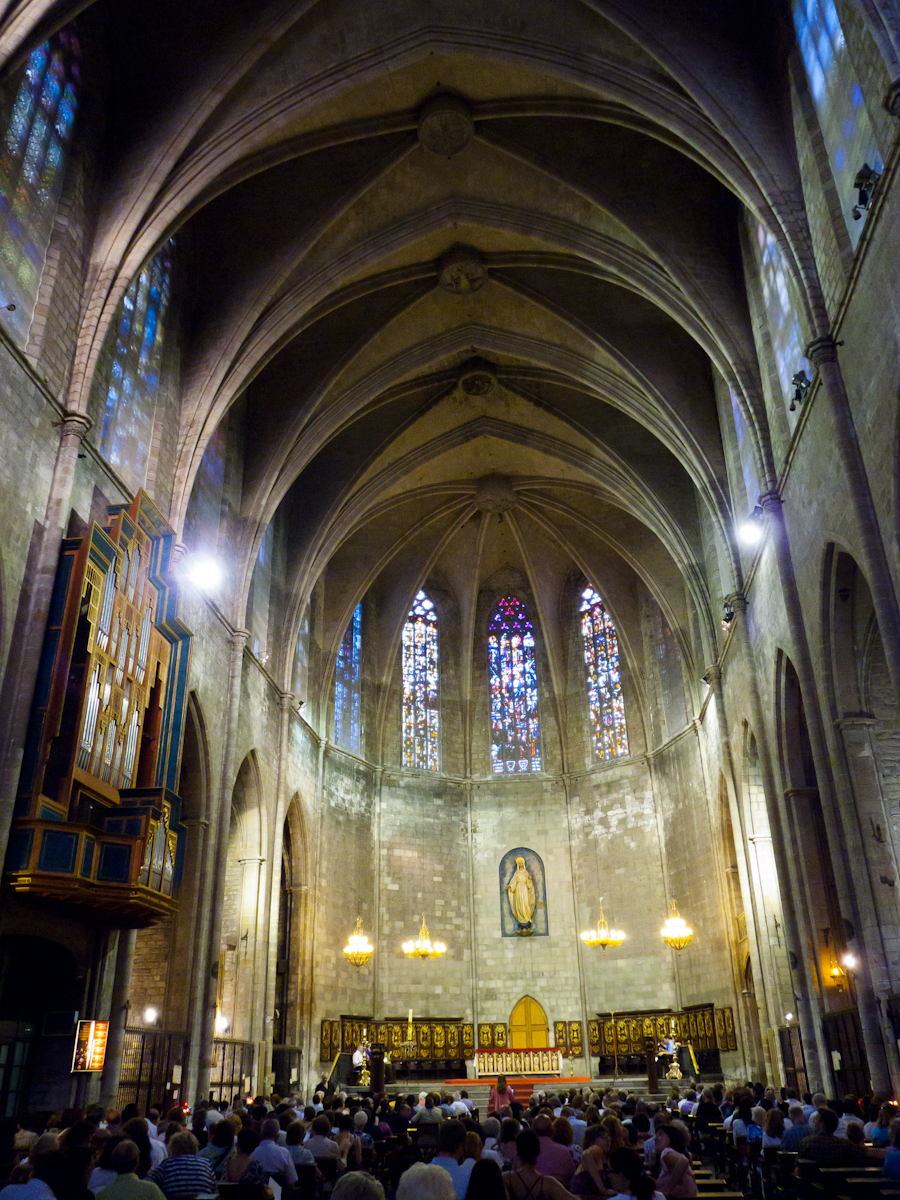
Paranimf

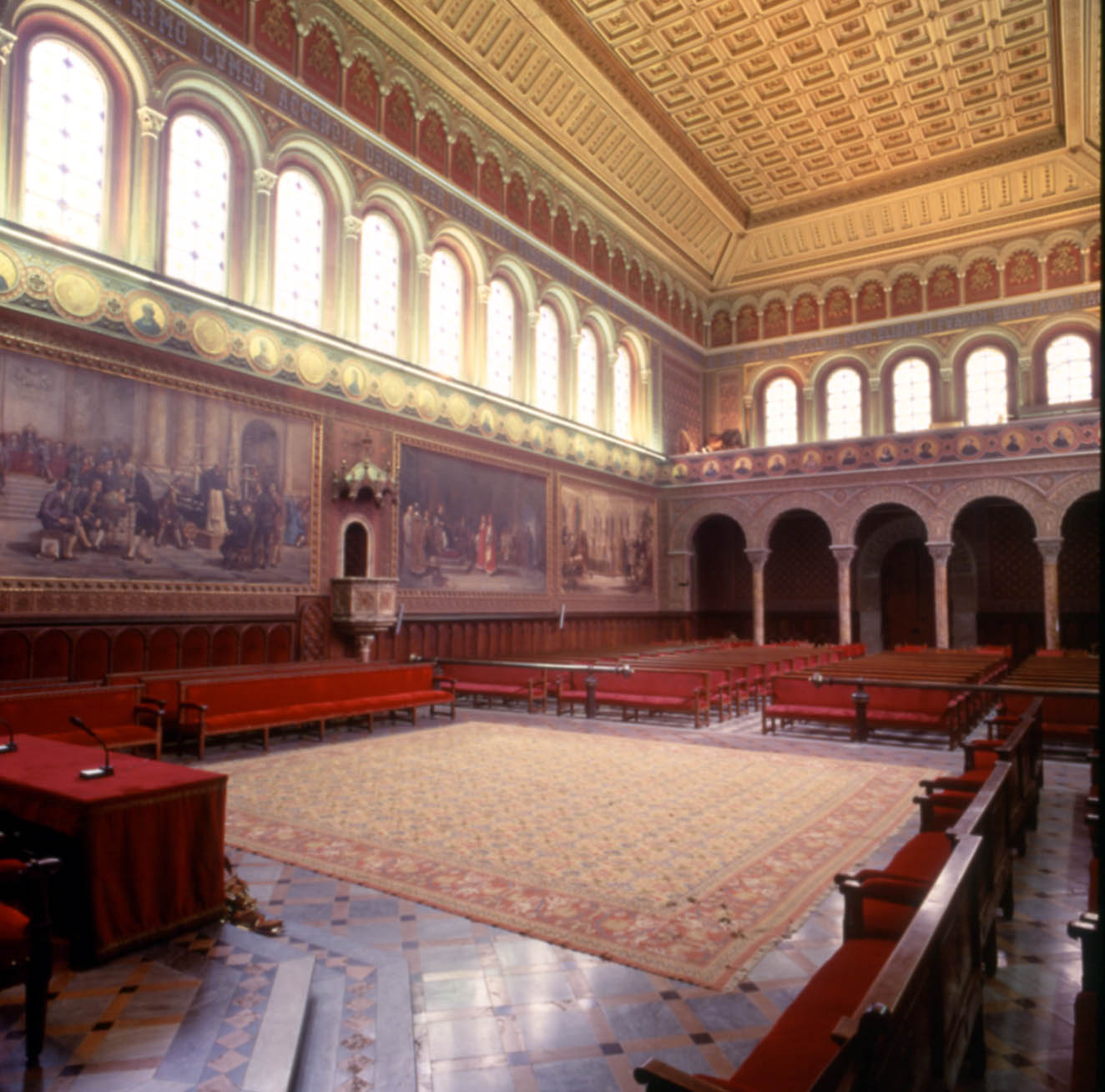
Paranimf

Eudald Ramon i Amigó (Barcelona, 1828 - 1885) va ser un mestre vidrier català.
Fou successor del mestre Francesc Hipòlit Campmajor (c.1738–1779)
El seu primer taller era al tercer pis de l'antic monestir de Santa Maria de Jerusalem.
Feu finestres, vidrieres i vitralls per gairebé totes les esglésies de Barcelona. Però destacaren les següents:
- 23 vidrieres pel paraninf de la Edifici històric de la Universitat de Barcelona. Però també vitralls del vestíbul, de l'escala noble i vitralls per altres dependències.[2]
- 16 finestrals per l'Església Santa Maria del Pi.
- 15 finestrals per l'Església Santa Maria de Portbou.
- la restauració de les vidredres de l'Església Sant Miquel del Port.

També realitzà encàrrecs a Madrid i Vitòria.